# ايجي شيمومورا
ايجي شيمومورا (31 أكتوبر 1959 في اليابان - ) (بالكانا:しもむら えいじ) هو لاعب كرة طائرة ياباني. شارك في الألعاب الأولمبية الصيفية 1984.

## وصلات خارجية
- ايجي شيمومورا على موقع أوليمبيديا (الإنجليزية)